# Wismut Objekt 08
Das Objekt 08 war ein Gewinnungsobjekt auf Uran und als selbständige Struktureinheit innerhalb der Wismut AG direkt deren Hauptverwaltung unterstellt. Das Tätigkeitsgebiet des Objektes 08 umfasste ca. 72 km2.
In dem teilweise schon vom Altbergbau erfassten Gebiet wurden 18 zum Teil getrennte Lagerstätten und Vorkommen bebaut. Der Hauptteil der Lagerstätten befand sich rechts des Schwarzwassers im Bereich zwischen der tschechischen Grenze bis nach Schwarzenberg/Langenberg. Die verschiedenen Lagerstätten wurden mit insgesamt 30 Schächten und 79 Stolln, die neu geteuft und aufgefahren wurden, untersucht und abgebaut. Insgesamt wurden zwischen den Jahren 1946 und 1959 rund 1400 Tonnen Uran gewonnen.
Ab 1951 wurde das Objekt 08 in sowjetischen Unterlagen als Objekt 103 bezeichnet. Diese Bezeichnung findet sich in deutschen Unterlagen allerdings nicht.

## Bergbaubetrieb

### Tätigkeitsbereiche (Objekt 08 und Nachfolger)
| Schachtverwaltung | Schachtanlagen Nr.                                                                | Name der Lagerstätte                | Betriebszeiten          | Urangewinnung (t) |
| ----------------- | --------------------------------------------------------------------------------- | ----------------------------------- | ----------------------- | ----------------- |
| 235               | 235, 235bis, 333                                                                  | Weißer Hirsch (Antonsthal)          | 1948–1959               | 747,4             |
| 87, 164, 204      | 87, 40, 232, 233, 164, 146, 162, 163, 165, 166, 167, 168, 234, 243, 325, 204, 205 | Seifenbach-Rabenberg                | 1947–1955               | 231,3             |
| 98                | 98, 318, 324                                                                      | September (Сентябрьское)-Tannenbaum | 1947–1956               | 89,6              |
| 126               | 126, 59, 125, 224, 225, 226, 337                                                  | Neuoberhaus                         | 1947–1955               | 60,8              |
| 248               | 248, 317                                                                          | Mai (Майское)                       | 1948–1954               | 48,8              |
| 336               | 336, 346                                                                          | Unruhe                              | 1949–1955               | 46,2              |
| 253               | 253, 279                                                                          | Juni (Июньское)                     | 1948–1955               | 32,4              |
| 257               | 257, 278, 319                                                                     | August (Августовское)               | 1948–1954               | 22,5              |
| 206               | 206, 218, 219, 220, 221, 222, 223, 236, 323                                       | Segen Gottes                        | 1948–1954               | 20,5              |
| 306               | 306, 307, 308                                                                     | Oktober (Октябрьское)               | 1948–1955               | 12,3              |
| 332               | 332                                                                               | Bermsgrün                           | 1949–1953               | 2,1               |
| 247               | 247                                                                               | April (Апрелское) Ehrenzipfel I     | 1949–1950               | 0,1               |
| 23                | 23, 69                                                                            | Margarethe                          | 1946–1951               | 4,9               |
| 41                | 41, 89, 113, 264                                                                  | Katharina / Gottes Geschick         | 1947–1950               | 0,3               |
| 82                | 82                                                                                | St. Johannes Fundgrube              | 1947–1950               |                   |
| Stollngrube       |                                                                                   | Tellerhäuser-Alt                    | 1952–1955               | 41,4              |
|                   |                                                                                   | Ehrenzipfel II                      | 1950 / 1952–1953        | 0,03              |
|                   |                                                                                   | Kaffenberg                          | 1949 / 1951–1952 / 1966 | 0,01              |
|                   |                                                                                   | Rittersgrün (Roter Adler)           | 1950–1952               | 0,05              |
|                   |                                                                                   | Bermsgrün II                        | 1950–1952               | 0,04              |
|                   |                                                                                   | Menschenfreude                      | 1957–1960               | 2,7               |
|                   |                                                                                   | Unverhofft Glück an der Achte       |                         |                   |

## Entwicklung des Objektes

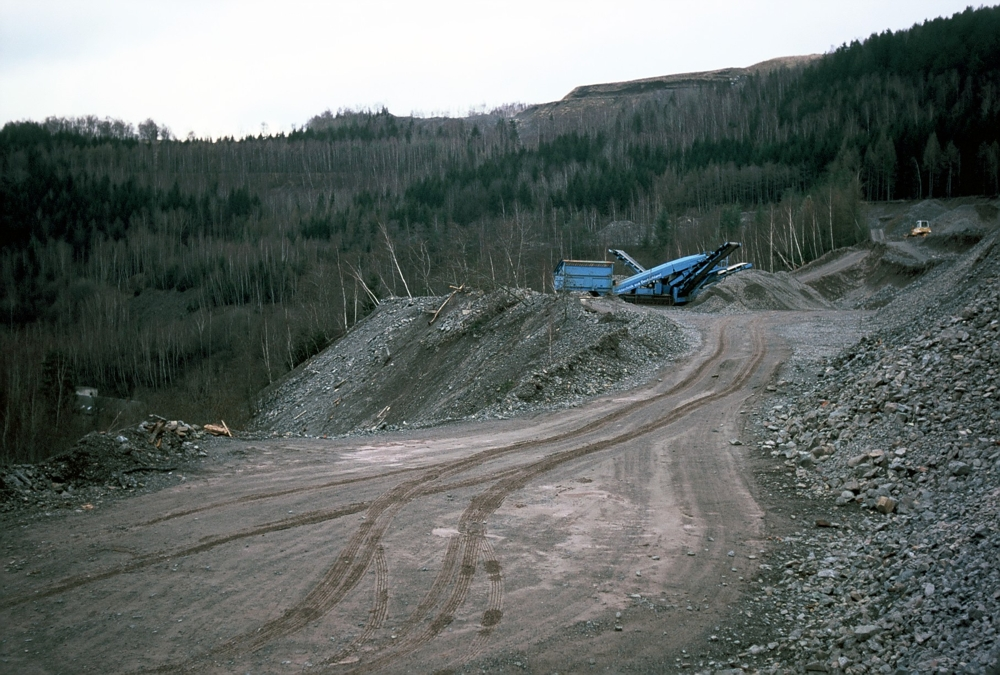
Halde Schacht 235

### Entwicklung von 1946 bis 1948
Die ersten Arbeiten im späteren Tätigkeitsbereich des Objektes 08 wurden bereits im November 1946 im Gebiet der Fundgrube Margarethe in Breitenbrunn (Schachtverwaltung 23) durch das Objekt 01 ausgeführt.
Zu Beginn des Jahres 1947 wurden die Untersuchungsarbeiten durch das Objekt 01 auf das Gebiet Neuoberhaus (Schachtverwaltung 126), auf das Gebiet Friedrich-August-Stolln (Schachtverwaltung 87) im Seifenbachtal und der Tannebaum-Fundgrube zwischen Erla und  Antonsthal (Schachtverwaltung 98), ausgeweitet. Das Objekt 12 begann zudem mit den Aufschlussarbeiten in der Schachtverwaltung 23.
Nach der Gründung des Objektes 23 im Jahr 1947 übernahm dieses alle Untersuchungsarbeiten im Gebiet zwischen Annaberg-Buchholz, Schwarzenberg und Johanngeorgenstadt.
Im Jahr 1948 begannen weitere Untersuchungsarbeiten durch das Objekt 23 in dem Gebiet der Weißer-Hirsch-Fundgrube bei Antonsthal (Schachtverwaltung 235), der Gottes-Segen-Fundgrube zwischen Breitenbrunn und Antonshöhe (Schachtverwaltung 206), der Grube Segen Gottes bei Antonsthal (Schachtverwaltung 248), der Fundgrube Fruchtbare Dorothea und der Fundgrube Valerian am Sauberg (Schachtverwaltung 253), der Allerheiligen-Fundgrube in Raschau (Schachtverwaltung 257) im Gebiet Hohes Rad bei Crandorf (Schachtverwaltung 306) und der Fundgrube Menschenfreude am Fällbach bei Antonsthal.
Ebenfalls 1948 begannen die Aufschlussarbeiten im Gebiet der Schachtverwaltungen 87, 126 und 247 durch das Objekt 12.
Im Grubenfeld der St. Johannes Fundgrube (Schacht 82) in Bockau sowie in den Grubenfeldern Katharina (Schacht 41), Gottes Geschick (Schacht 89) und Herkules–Frisch-Glück (Schacht 113) in Waschleithe wurden 1948 die durch das Objekt 03 im Jahr 1947 begonnenen Arbeiten weitergeführt.

### Tätigkeit Objekt 08

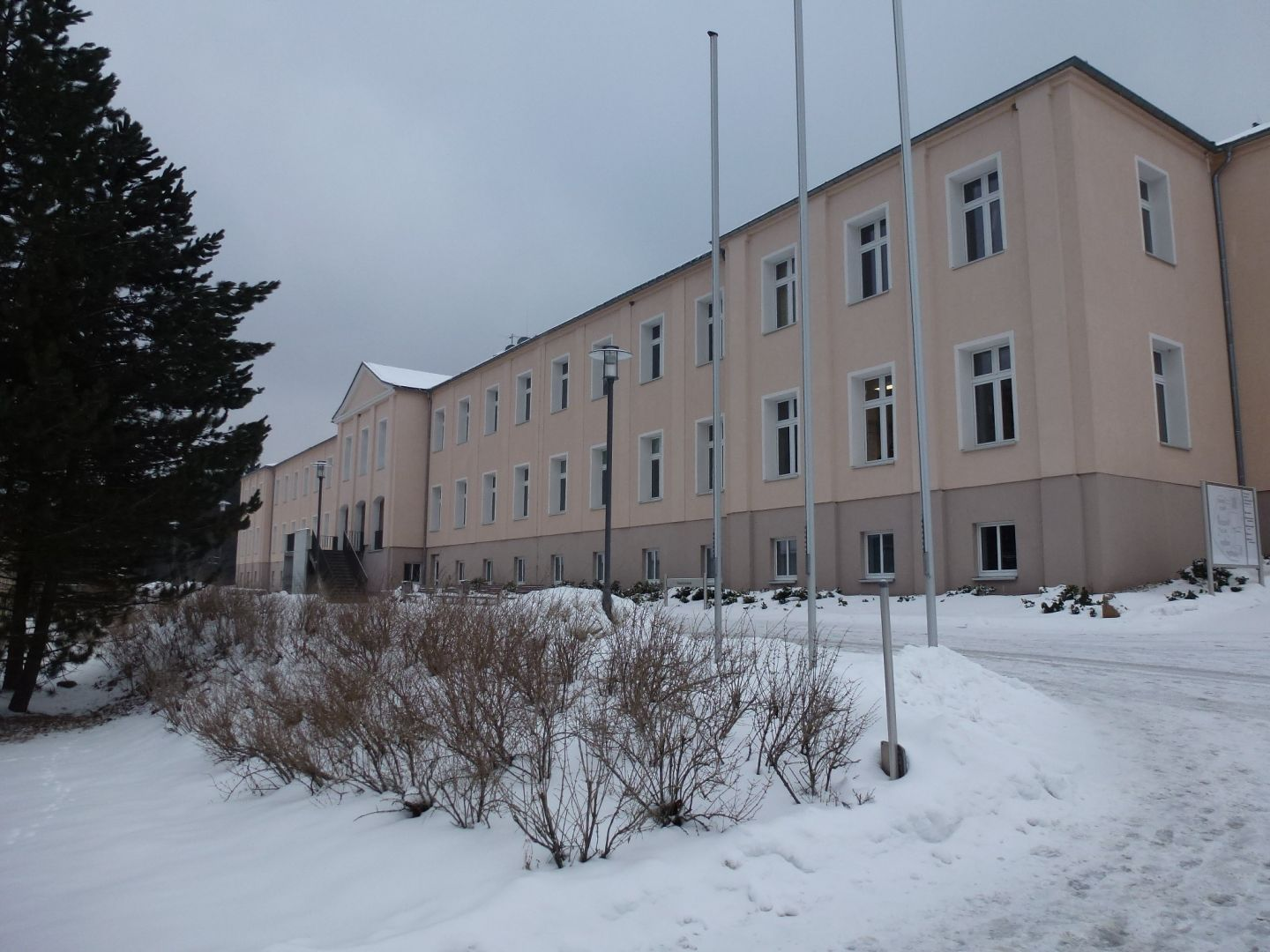
Objektverwaltung

Aufgrund der positiven Untersuchungsergebnisse wurde das Objekt 23 im November 1948 aufgelöst und daraus das Objekt 08 gebildet. Die in den Schachtverwaltungen 23, 41, 87 und 126 beschäftigen Arbeitskräfte des Objektes 01 wurden in das neu gebildete Objekt 08 übernommen. Der Personalbestand betrug bei der Gründung ca. 10.000 Personen. Die Objektverwaltung des Objektes 08 hatte ihren Sitz in den neu errichteten Gebäuden an der Schachtstraße in Breitenbrunn (heute die Studienakademie Breitenbrunn).
Die Geologische Abteilung des Objektes 08 übernahm neben der Vor- und Nacherkundung der zugänglichen Grubenfelder auch die weitere Erkundung auf Uranvererzungen im Aufgabengebiet.
Das Objekt 12 übernahm, bis zu seiner Auflösung am 31. Mai 1952, im Objekt 08 die Ausrichtungsarbeiten (z. B. Schachtteufe, Streckenvortrieb oder Aufwältigung).
Im Jahr 1949 wurden die Arbeiten mit hohem Tempo fortgeführt. Die Untersuchungen wurden auf das Gebiet Segen Gottes Fundgrube (Schachtverwaltung 336) und Michaelis Fundgrube bei Bermsgrün (Schachtverwaltung 332) sowie das Gebiet Kaffenberg und Ehrenzipfel (Schachtverwaltung 247) ausgedehnt. In der Schachtverwaltung 306 begann der Aufschluss. Nach erfolgtem Aufschluss der Lagerstätten begann in der Schachtverwaltung 23, der Schachtverwaltung 126 und der Schachtverwaltung 247 die Uranerzgewinnung. In den Schachtverwaltungen 235, 98, 248, 253, 257 und 206 begann gleichzeitig mit dem Aufschluss auch die Gewinnung der anstehenden Uranerze. Im Seifenbachtal wurden neben der Schachtverwaltung 87 die Schachtverwaltung 164 und auf dem Rabenberg die Schachtverwaltung 204 gebildet. Die Urangewinnung im Jahr 1949 betrug 34,6 Tonnen.
Im Jahr 1950 wurden die Untersuchungsarbeiten im Raum Kaffenberg fortgesetzt und zusätzlich Untersuchungsarbeiten im Raum Bermsgrün, Antonsthal, Ehrenzipfel und Rittersgrün aufgenommen. In der Schachtverwaltung 332 begann der Aufschluss und in der Schachtverwaltung 306 die Urangewinnung. In der Schachtverwaltung 336 wurde neben dem Aufschluss ebenfalls die Urangewinnung aufgenommen. Wegen des Ausbleibens wirtschaftlicher Erfolge wurden in der Schachtverwaltung 41 und Schachtverwaltung 247 die Arbeiten eingestellt. Zum 1. September 1950 wurde die Schachtverwaltung 247 aufgelöst und der Schachtverwaltung 206 unterstellt, welche die Demontage der Anlagen und die Verwahrung des Grubenfeldes übernahm. Die Urangewinnung im Jahr 1950 betrug 80,3 Tonnen.
Im Jahr 1951 wurde das Gebiet Kaffenberg einer Revision unterzogen und das Vorkommen Kaffenberg entdeckt. Dieses Vorkommen wurde genau wie die im Jahr 1950 entdeckten Vorkommen Rittersgrün (Roter Adler), Bermsgrün II und das Revier der Fundgrube Unverhofft Glück an der Achte noch 1951 aufgeschlossen. In den Abbau überführt wurde die Schachtverwaltung 332. Die Arbeiten der Schachtverwaltung 23 wurden im April 1951 eingestellt und das Grubengebäude verwahrt. Die Schachtverwaltung 306 wurde aufgelöst und der Schachtverwaltung 206 unterstellt. Die Urangewinnung stieg auf 97,8 Tonnen.
Im Jahr 1952 wurden die Untersuchungen im Gebiet Kaffenberg durch die geologische Abteilung fortgesetzt und die Lagerstätte Tellerhäuser-Alt entdeckt. Das Gebiet Ehrenzipfel wurde einer Revision unterzogen und das Vorkommen Ehrenzipfel II entdeckt. In der Lagerstätte Tellerhäuser-Alt und dem Vorkommen Ehrenzipfel II begannen noch im gleichen Jahr die Aufschlussarbeiten. In den Revieren Kaffenberg, Rittersgrün, Bermsgrün II und Unverhofft Glück an der Achte wurden die Arbeiten eingestellt. Die Schachtverwaltung 204 und die Schachtverwaltung 332 wurden aufgelöst. Die Schachtverwaltung 204 wurde der Schachtverwaltung 164 und die Schachtverwaltung 332 der Schachtverwaltung 235 unterstellt. Die Urangewinnung stieg auf 137,3 Tonnen.
Im Jahr 1953 wurde als letztes Revier der Abbau in der Lagerstätte Tellerhäuser-Alt aufgenommen. Im Revier Ehrenzipfel II wurden die Arbeiten eingestellt. Im Revier des Schachtes 332 wurde der Abbau beendet. Trotz der Steigerung der Urangewinnung auf 156 Tonnen war der Höhepunkt der Bergarbeiten überschritten und das Objekt 08 wurde zum 1. Dezember 1953 aufgelöst.

### Entwicklung nach 1953
Die Schachtverwaltung 87 wurde mit der Schachtverwaltung 164 zur Schachtverwaltung 87 zusammengelegt, die Schachtverwaltung 253 aufgelöst und der Schachtverwaltung 336 unterstellt. Zusammen mit den Schachtverwaltungen 98, 126, 235, 248 und 336 wurden sie dem Objekt 01 unterstellt. Die Schachtverwaltungen 206, 257 und das Revier Tellerhäuser-Alt wurden dem Objekt 07 unterstellt.
Im Jahr 1954 wurden die Gewinnungsarbeiten in den Schachtverwaltungen 248 und 257 eingestellt. Die Urangewinnung stieg noch auf 220,1 Tonnen.
Im Jahr 1955 wurden die Gewinnungsarbeiten in den Schachtverwaltungen 87, 98, 126, 206 und 336 sowie im Revier Tellerhäuser Alt eingestellt. Mit der Auflösung des Objektes 07 und der Übergabe der angegliederten Schachtverwaltungen an das Objekt 01 wurden auch die Schachtverwaltungen 206, 257 und das Revier Tellerhäuser-Alt dem Objekt 01 unterstellt, welches die Demontage und Verwahrungsarbeiten fortsetzte. Die Urangewinnung betrug in diesem Jahr 201 Tonnen.
Im Jahr 1956 wurde die Urangewinnung nur noch in der Schachtverwaltung 235 fortgeführt und betrug 118,7 Tonnen. In der Schachtverwaltung 98 und im Revier des Schachtes 332 wurden nochmals geologische Auffahrungen durchgeführt.
Auch im Jahr 1957 wurde die Urangewinnung nur noch in der Schachtverwaltung 235 fortgeführt und erreichte 156,4 Tonnen.
Zum 1. Januar 1958 wurde das Objekt 01 aufgelöst und fortan dem aus der Schachtverwaltung 235 gebildeten Schachtkombinat 235 unterstellt. Am 1. April 1958 wurde das Schachtkombinat 235 der neu gebildeten Sächsischen Such- und Schürfexpedition (SSSE) zugeordnet. Im Revier Schacht 235 wurden in diesem Jahr 126,3 Tonnen Uran gefördert.
Im Jahr 1959 wurden nach der Gewinnung von 33,8 Tonnen Uran auch die Bergarbeiten im Revier Schacht 235 eingestellt und dort mit den Demontage- und Verwahrarbeiten begonnen.

## Weitere Anlagen (Infrastruktur)
Wie bei anderen Objekten, so wurde auch beim Objekt 08 analog zur Objektentwicklung die nötige Infrastruktur geschaffen. Dabei wurden bestehende Gebäude genutzt und neue Gebäude errichtet.
Die Zentralgarage des Objektes 08 wurde an der heutigen Steigerstraße in Johanngeorgenstadt errichtet.
Zur Unterbringung der Wachmannschaften wurden in Breitenbrunn (Schachtstraße, jetzt Internat der Studienakademie), in Antonshöhe (Bergstraße 24, später Ferienheim „Max Lademann“ des VEB Elektronische Bauelemente „Carl v. Ossietzky“, 2013 abgerissen), auf dem Rabenberg (später Ferienheim der Deutschen Reichsbahn), in Crandorf sowie auf dem Gelände der Schachtverwaltungen 235 und 336 entsprechende Kasernen gebaut.
Zur Unterbringung der Bergarbeiter und Beschäftigten wurden in Erla, Raschau und Breitenbrunn Wohnsiedlungen errichtet. Weiterhin wurden mit Neuoberhaus, Antonshöhe und Rabenberg neue Siedlungen gebaut.
Die Siedlung Rabenberg war mit 52 Wohngebäuden für ca. 8000 Bergarbeiter die größte Siedlung und wurde ab 1962 zur Sportschule umgebaut. Die Siedlung Antonshöhe verfügte über 38 Wohnhäuser für ca. 5000 Bergarbeiter und ist heute ein Ortsteil von Breitenbrunn. In den Siedlungen Rabenberg und Antonshöhe wurden neben den Wohngebäuden auch Kulturhäuser zur Betreuung der Bergarbeiter sowie Verkaufsstellen, Kindergärten und Schulen errichtet. Zur medizinischen Betreuung wurde außerdem in der Siedlung Rabenberg ein Bergarbeiterambulatorium errichtet.
Die Siedlung Neuoberhaus war mit 18 Wohnhäusern für 3000 Bergarbeiter die kleinste Siedlung. Die Siedlung wurde nach verschiedenen Nachnutzungen letztendlich im Jahr 1992 abgerissen.